# Samdynamite
Samdynamite est une émission de télévision française pour la jeunesse, créée par Chris Jolivet et diffusée sur FR3 du 7 janvier 1989 au 6 septembre 1991. L'émission est diffusée le mercredi et le dimanche matin. L'émission du samedi soir est diffusée jusqu'au 27 janvier 1990.

## Description
À l'origine, FR3 ayant perdu les droits des programmes Disney au profit de TF1, Samdynamite est créée pour succéder à l'émission Le Disney Channel. Brenda Hervé, une des filles d'André Hervé, alors âgée de onze à quatorze ans, présentait l'émission, accompagnée du personnage animé Denver le dinosaure, issu de la série Denver, le dernier dinosaure. D'autres personnages d'animation apparaissaient, tels que Léonard, Eskie le bébé loup ou La Pitch dynamique. Brenda portait invariablement une casquette et une longue natte dans le dos. L'émission proposait des rediffusions d'anciens dessins animés et séries, des jeux et comptines, ainsi que des émissions animalières et scientifiques avec la rubrique Science Cartoon.
La série est diffusée sur FR3 entre 7 janvier 1989 et le 6 septembre 1991, du mercredi au dimanche matin. L'émission du samedi soir est diffusée jusqu'au 27 janvier 1990, ,.
La chanson du générique, intitulée J'boum badaboum to beep et créée et composée par André Hervé, est chantée par Brenda elle-même.

## Programmations

### Séries d'animation
- Alvin et les Chipmunks
- Babar
- Baby Huey
- Betty Boop
- Boumbo
- Le Cheval de feu
- Conan, le fils du futur
- Les Contes des prés et des bois
- Denver, le dernier dinosaure
- La Famille Ours
- Le Fils de la Panthère rose
- Garfield
- Goldie
- Il était une fois… l'Espace
- Magilla le gorille
- Monchhichis
- Les Muppet Babies
- Les Luxioles
- Les Nouveaux Bisounours
- Pacman
- La Panthère rose
- Paw Paws
- La Petite Audrey
- Petzi
- Les P'tits Loups-garous
- Tifou
- Les Trolldings
- Fraggle Rock... and Roll

### Séries
- Batman
- Corsaires et Flibustiers
- Flipper le dauphin
- L'Homme invisible
- L'Île du Faucon
- Opération Mozart
- Ravioli
- Les rescapés du Val Perdu
- Skippy le kangourou
- Traquenards (série télévisée)
- Le Vagabond

## Distinctions
Samdynamite est nommé deux fois aux 7 d'or dans la catégorie « Meilleure émission pour la jeunesse »[réf. nécessaire].

## Produits dérivés
- 1989 : Générique de l'émission Samdynamite[7] (Philips, disque 45 tours).